# Tine Thing Helseth
Tine Thing Helseth (ˈtiːnə tɪŋ hɛlsət; Oslo, 18 agosto 1987) è una trombettista norvegese specializzata nel repertorio classico.

## Biografia
Helseth ha iniziato a suonare la tromba a sette anni, ed è stata formata dal Foss Liceo, il Dipartimento di conservatorio dell'Istituto di musica Barratt Due a Oslo, dove è stata allieva di Arnulf Naur Nilsen. Attualmente è considerata una dei principali trombettisti della sua generazione.
Nel 2004, ha ricevuto il National Soloist Championship of Norway no-age-limit open class, e nel 2005 è arrivata seconda in International Trumpet competition "Theo Charlier" di Bruxelles. Ha anche ricevuto il premio onorario della Oslo Music Teachers Association nel 2005. Nel maggio 2006, ha vinto il secondo Premio al Eurovision Young Musicians. Nel dicembre 2006, ha ricevuto il premio svedese-norvegese The Prince Eugen Culture Prize. Inoltre, ha ricevuto il premio Luitpold come migliore e più interessante giovane artista dell'anno durante il Festival estivo di Kissinger in Germania nel 2007. Durante lo spettacolo, si è esibita con l'Orchestra da Camera Norvegese. Nello stesso anno, ha eseguito il numero di apertura del concerto del Premio Nobel per la pace, che viene trasmesso in gran parte del mondo. Nel 2009 ha ricevuto il Borletti-Buitoni Trust Fellow e nel 2010 ha ricevuto il Premio Mozart a Dortmund. Da allora, ha lavorato nelle principali sale da concerto come la Royal Albert Hall.
Nel 2011, Helseth fu indicata come una delle "Superstar of Tomorrow" dalla BBC Music Magazine. Lo stesso anno ha firmato un contratto con EMI Classics.

## Premi
- National Soloist Championship of Norway no-age-limit open class 1st Prize 2004
- International Trumpet competition "Theo Charlier" Brussels, Belgium 2nd prize 2005
- Oslo Music Teachers Foundation Prize of Honour 2005
- Yamaha Music Foundation Europe Scholarship 2006
- Eurovision Young Musicians a Vienna (2006), medaglia d'argento
- The Prince Eugen Culture Prize 2006
- NRK Radio P2 Prize for 2006/2007
- Spellemannprisen for best newcomer, 2007
- Luitpoldpreis (Luitpold Premio) del festival Kissinger Sommer 2007
- Borletti-Buitoni Trust Fellowship, 2009 [2]

## Discografia
- 2007: Concerti per tromba e orchestra (Franz Joseph Haydn, Tomaso Albinoni,  Johann Baptist Georg Neruda, Johann Nepomuk Hummel), Norwegian Chamber Orchestra, Simax Classics PSC 1292
- 2009: My Heart Is Ever Present (raccolta di brani di AA.VV.); Birgitte Volan arpa, Christian Kjos organo e clavicembalo, Isa Katharina Gericke Soprano, Elise Båtnes Violino, Det Norske Kammerorkester, Simax Classics
- 2011: Storyteller (musiche di AA.VV.), Royal Liverpool Philharmonic Orchestra, Eivind Aadland pianoforte, EMI Classics
- 2013 Tine musiche per tromba e pianoforte di Jacques Ibert, Aleksandr Glazunov, George Enescu, Edvard Hagerup Bull, Giacomo Puccini, Øistein Sommerfeldt, Manuel de Falla, Paul Hindemith, Sergei Rachmaninov, Fritz Kreisler, Kathryn Stott pianoforte, EMI Classics, 4 16471 2, 50999 4 16471 2 7
- 2017: Never Going Back brani in stile Pop scritti da Jarle G. Storløkken e Tine Thing Helseth, Grappa GRCD4550